# 凱特·絲蓓

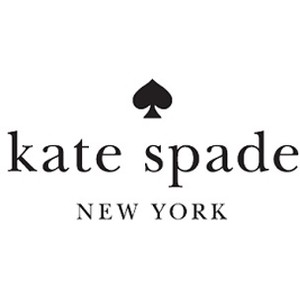
凱特絲蓓商標

凱瑟琳·諾埃爾·布羅斯納安（英語：Katherine Noel Brosnahan，1962年12月24日—2018年6月5日），又名凱特·絲蓓或凱特·瓦倫丁（英語：Kate Valentine），美國時裝設計師和商人、設計品牌凱特絲蓓紐約創辦人。
1993年，布羅斯納安從服裝雜誌《Mademoiselle》配飾部辭職后，和丈夫安迪·斯派德創業，確定了品質訂製手袋的市場。她所設計製作的手袋非常受歡迎，公司迅速增加生產線。1999年，她將凱特絲蓓紐約56%的股份賣給尼曼·馬庫斯集團，2006年將個人剩餘股份賣出。2016年，她和合伙人開辦新時裝品牌Frances Valentine 。

## 早年
布羅斯納安生於密蘇里州堪薩斯城，有著愛爾蘭人血統。高中就讀于天主教女高中圣特雷莎學院，大學從堪薩斯大學轉學到亞利桑那州立大學，加入Kappa Kappa Gamma，1985年憑新聞學學位畢業。1986年就職于紐約曼哈頓《Mademoiselle》雜誌服裝配飾部，工作期間和亞利桑那州斯科茨代爾人安迪·斯派克同居。兩人共同在鳳凰城的男裝店Carter's Men Shop當售貨員。1991年，已經成為高級服裝編輯兼配飾部主任的她，注意到定價合理的定制手袋缺乏市場，決定自創品牌，于是離開雜誌社。

## 生涯

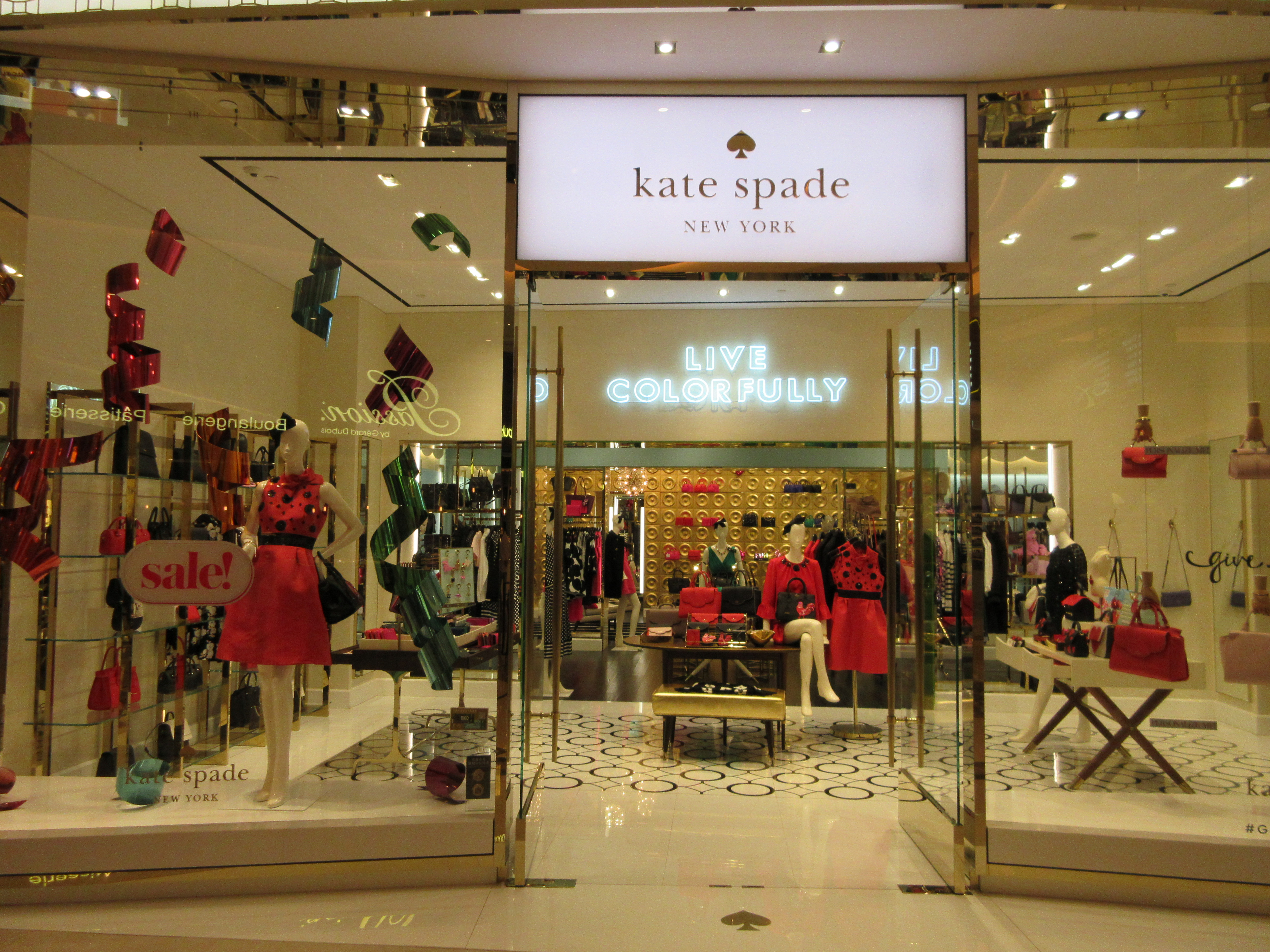
凱特絲蓓澳門銀河門店。

1993年1月，凱特和安迪在紐約創辦設計公司“凱特絲蓓手袋”（kate spade handbags），初期主要賣手袋，不久后發展到衣服、珠寶、鞋、筆札、眼睛、嬰兒用品、香水、桌面裝飾品、寢具和手信。1996年，凱特品牌首家門店在紐約時尚區蘇豪區開業，占地面積400英呎，同時總部搬到第25大街西10000英呎的空間 。
2004年，“凱特絲蓓家居”開業，主營寢具、洗浴用品、瓷器、墻紙等各類家居用品。她寫了三本書，分享個人的風格和哲學。2004年，新店在日本東京青山開業。2006年，將手中剩餘的凱特絲蓓股份出售后，凱特抽出時間陪伴女兒。2016年，她和合伙人創辦新品牌Frances Valentine，主營奢侈鞋和手袋。Frances是她父親的姓，她的女兒、爺爺、父親和兄弟都姓Frances。而Valentine則母親的姓，她爺爺因在情人節出世，取為中間名。2016年，凱特把姓改為瓦倫丁。
1999年，尼曼·馬庫斯集團購買了凱特絲蓓56%的股份，2006年持續比例減少到44%。2006年，尼曼將凱特絲蓓品牌賣給了麗嘉邦，品牌更名為Fifth & Pacific。2014年2月，Fifth & Pacific更名為凱特絲蓓公司。2017年5月，蔻驰以24億美元收購凱特絲蓓。

## 私生活
1994年，絲蓓和喜劇演員大衛·史派德的兄弟安迪·斯派德結婚，育有一女弗朗西絲·比阿特麗克·弗朗西丝比·史派德（Frances Beatrix Spade）。演員瑞秋·布羅斯納安是斯派德的姪女。

## 去世

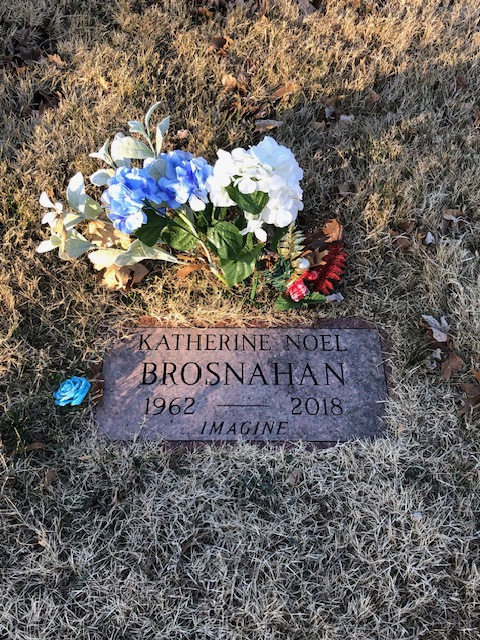
密苏里州堪萨斯城凱特·絲蓓之墓。

2018年6月5日，絲蓓在曼哈頓寓所自縊身亡，房東發現后報警。警方在屋內找到一封她寫給13岁女兒的遺書，內容為「我永遠愛你。這不是你的錯。問你爸爸！」。
6月6日，安迪發表聲明稱她患上了抑鬱症，并表示病情影響到了他們的婚姻。他承認自己過去十個月和絲蓓分開住，但沒計劃離婚或分居。
絲蓓死後，她的姐妹蕾塔·薩福（Reta Saffo）告訴媒體，她的自殺“毫無征兆”，認為凱特30多歲名利和財富加身，生活受到躁鬱症困擾：“她從來沒想過自殺，也沒有為其做足充分的準備”。薩福向《堪薩斯城星報》透露，她多次說服凱特去接受治療，但凱特擔心精神疾病的缺點會讓她的品牌蒙羞，直到最後一刻才改變主意。“毫無疑問她非常擔心要是人們知道她有精神病會說些什麼”，故轉而借酒澆愁。她寫道：“試了幾次，我最後就由得她了。有些人你簡直是你救不了的！”她還認為凱特計劃輕生已經有一段時間
。薩福回憶，2014年，凱特被媒體廣泛報道演員羅賓·威廉斯的訃聞所迷惑，打算自縊。她說，這個計劃早在那時就已經開始了。兩人最後一次促膝長談時，凱特曾問薩福能不能來她的葬禮，儘管知道薩福不喜歡去那些活動。她向薩福堅稱，自己沒打算自殺。
已經沒和薩福往來十年的其他家人認為薩福的描述留有爭議。NBC新聞引述消息人士指，家人們對薩福的說法“很是厭惡和悲傷”：“她的描述完全是不了解凱特的人所說的”。長兄埃爾·布羅斯納安（Earl Brosnahan）承認凱特是家裡唯一一個和薩福有話講的人，但不過是“零星幾次”。不過他表示薩福的證詞“嚴重失準”。絲蓓的生意伙伴愛麗絲·阿隆斯（Elyce Arons）向《紐約時報》回憶，她多次聽到絲蓓在名人自殺的新聞傳出時說她“絕不會那樣做”。
成堆的鮮花堆放在了麥迪遜大道凱特絲蓓紐約門店外。門店貼出告示稱創辦人去世：“我們都為她給世界帶來的美麗感到榮幸”。許多女士紛紛在Twitter發帖回想她們年輕時用過的凱特絲蓓手袋。切爾西·克林頓表示她仍然珍藏著祖母給她去上大學的手袋。敏蒂·卡靈表示，設計師“鼓勵女性去追尋在手袋背后的那個闪闪发光的人”：“你走進她的店子時絕不會不面帶笑容。”伊萬卡·川普表示絲蓓的死是一個“痛苦的經歷，提醒著我們永遠不會真正知道別人的痛苦或負擔”，敦促讀者們伸出援手幫助其他可能遭到類似痛苦的人。
時裝界人士亦紛紛表示哀悼。安娜·溫特表示：“凱特·絲蓓在了解全球女性到底要想帶怎樣的手袋上的天賦令人羨慕”。《ELLE》前創意總監喬伊·齊稱“她先於我們知道世界需要怎樣的時尚”。溫特特別指出絲蓓為美國手袋時尚化作出貢獻，表示在她之前“所有人認為手袋的定義是嚴格的歐洲式、數十年來的嚴肅地位及財富。之後這位完完全全的美國年輕女性的出現改變了一切。”
及後，同名個人品牌的Deborah Lloyd 亦辭去創意總監一職，外界亦擔心品牌的未來去向。

## 獎項
1996年，美國時裝設計師理事會出於絲蓓的經典設計，授予絲蓓“美國服裝配飾新秀”獎。1998年，理事會授予她“年度配飾設計師”獎。
她的家具品牌于2004年獲得三個設計獎：《住房美化》的“創時髦風尚設計大獎”、《好胃口》的“美國食物和娛樂年度設計師獎”和《Elle Decor》的“寢具國際設計獎”。
2017年，她入選密蘇里大學堪薩斯分校亨利·W·布洛赫管理學院的企業家名人堂。同年，她被《快公司》提名為最具創意的企業家。

## 外部連結
- 官方网站
- francesvalentine.com（页面存档备份，存于）
- "Remembering Kate Spade"（页面存档备份，存于）, How I Built This with Guy Raz, NPR, June 5, 2018